# Mission Hill (serial animowany)
Mission Hill (1999-2002) – amerykański serial animowany komediowy stworzony przez Billa Oakleya i Josha Weinsteina który na antenie The WB. W Polsce serial był emitowany na TVN 7 z polskim lektorem.

## Obsada
- Wallace Langham – Andy French
- Scott Menville – Kevin French
- Brian Posehn – Jim Kuback
- Vicki Lewis – Posey Tyler
- Nick Jameson – 
  - Gus Duncz,
  - Ron
- Tom Kenny – Wally Langford
- Jane Wiedlin – Gwen
- Lisa Arch –
  - Stacy,
  - Panna Colleen Peck

## Spis odcinków
| N/o            | Tytuł angielski                                                              |
| -------------- | ---------------------------------------------------------------------------- |
|                |                                                                              |
| SERIA PIERWSZA |                                                                              |
|                |                                                                              |
| 01             | The Douchebag Aspect                                                         |
|                |                                                                              |
| 02             | Kevin's Problem (or Porno for Pyro)                                          |
|                |                                                                              |
| 03             | Andy and Kevin Make a Friend (or One Bang for Two Brothers)                  |
|                |                                                                              |
| 04             | Kevin vs. the SAT (or Nocturnal Admissions)                                  |
|                |                                                                              |
| 05             | Andy Gets a Promotion (or How to Get Head in Business Without Really Trying) |
|                |                                                                              |
| 06             | Unemployment: Part 1                                                         |
|                |                                                                              |
| 07             | Unemployment: Part 2                                                         |
|                |                                                                              |
| 08             | Andy Joins the PTA (or Great Sexpectations)                                  |
|                |                                                                              |
| 09             | Andy vs. The Real World (or The Big-Ass Viacom Lawsuit)                      |
|                |                                                                              |
| 10             | Kevin Finds Love (or Hot for Weirdie)                                        |
|                |                                                                              |
| 11             | Stories of Hope and Forgiveness (or Day of the Jackass)                      |
|                |                                                                              |
| 12             | Happy Birthday, Kevin (or Happy Birthday, Douchebag)                         |
|                |                                                                              |
| 13             | Planet 9 from Mission Hill (or I Married a Gay Man from Outer Space)         |
|                |                                                                              |